# Conebius carinipennis
Conebius carinipennis är en skalbaggsart som beskrevs av Fauvel 1903. Conebius carinipennis ingår i släktet Conebius och familjen Melolonthidae.
Artens utbredningsområde är Nya Kaledonien. Inga underarter finns listade i Catalogue of Life.